# Riisa Naka
Riisa Naka ( 仲里依纱 , 18 de outubro de 1989, Nagasaki) é uma atriz, modelo e cantora de J-pop japonesa. Foi-lhe dado um prêmio o Best Talent em 2009 no Yokohama Film Festival. Naka ficou famosa principalmente por aparecer em Hachi Diver (2008).

## Filmografia

### Drama
- My Boss My Hero (2006)
- Brócolis (2007)
- Ultraman Mebius (2007)
- Jodanjanai (2007)
- Sexy Voice and Robo (2007)
- Binbo Danshi (2008)
- Hachi Um Diver (2008)
- Kami no Shizuku (2009)
- Ninkyou Helper (2009)
- Punk Flunk Rumble (2010)
- Yankee-kun to Megane-chan (2010)
- Nihonjin no Shiranai Nihongo (2010)

### Filmes
- A menina que pulou Through Time (2006) (2006) - Makoto Konno (chumbo)
- Times Island (2006)
- Shibuya-ku Maruyama-cho (2006)
- Chi-chan wa Yukyu no Muko (2008)
- Gachiboy (2008)
- Junho Kissa Isobe (2008)
- Summer Wars (2009) - Yumi Jinnouchi
- Toki o Kakeru Shoujo (2010) - Akari Yoshiyama (chumbo)
- Zebraman: Vengeful Zebra City (2010) - Queen Zebra

## Discografia
- Namida ~ ~ Kokoro Abaeté (ココロアバイテ; Lutando no Coração )(2010)